# Aleksandrs Dauge

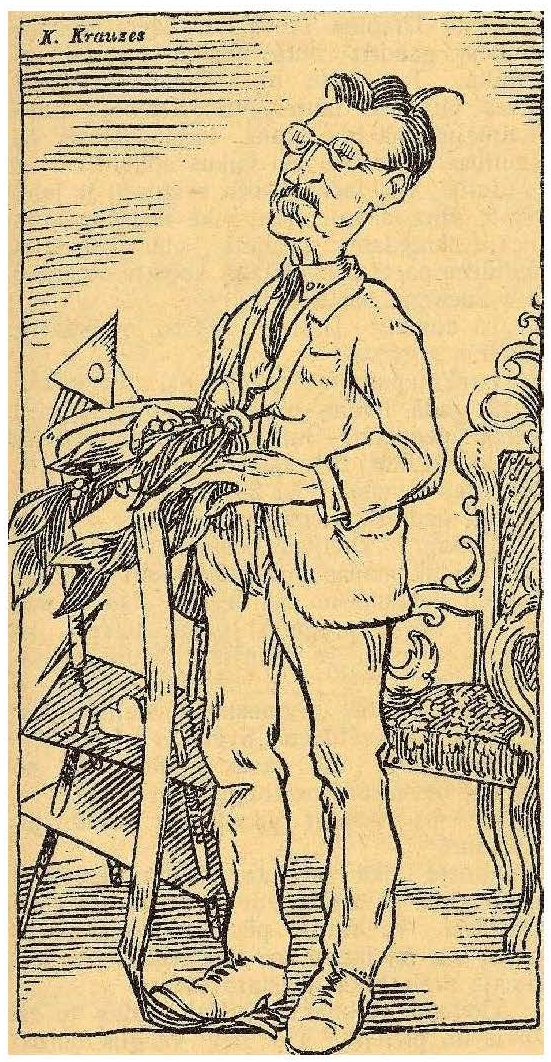
Der lettische Bildungsminister Alexander Dauge (1868–1937), Cartoon von K. Krauzes, aus: Svari, Nr. 8 vom 10. Februar 1922

Aleksandrs Dauge (lettisch; deutsch: Alexander Dauge, russisch: Александр Георгиевич Дауге) (* 10. August 1868 in Sauka [dt.: Saucken], Kreis Jaunjelgava, [dt.: Friedrichstadt], Provinz Kurland, Russisches Kaiserreich; † 11. März 1937 in Riga, Lettland) war ein lettischer Lehrer, Literaturwissenschaftler, Journalist und vom 19. Juni 1921 bis zum 26. Januar 1923 Staatsminister für Bildung in Lettland.

## Leben

### Herkunft und Familie
Der Familiennamen Dauge leitet sich von der französischen Provinz Pays d’Auge ab.
Alexanders Vater war der Landschul-Lehrer Georg (lettisch: Juris) Dauge in Sauken (1835–1908). Seine Mutter war Elvira Dauge, geb. Bišofa (Elvira Bischof).
Ein älterer Bruder von Alexander Dauge, der Kaufmann Emil Arthur Dauge, wurde Direktor einer chemischen Fabrik in Moskau, die zur Badischen Anillin- und Soda-Fabrik (BASF) gehörte. Er heiratete Julie Adeline Kummerau, offenbar im Dezember 1890 in Moskau.
Alexander Dauges jüngerer Bruder Paul (lettisch: Pauls) Dauge (* 10. August 1869, † 2. September 1946), arbeitete als Zahnarzt in Moskau. Seine Wohnung in der Telegrafni-Gasse 7 wurde nach Lenins Tod 1924 zu einem Gedenkort, da Lenin sie im Herbst 1918 betreten hatte, um einen Aufsatz abzuholen. Später wurde er Vize-Gesundheitsminister der Sowjetunion.
Ein jüngerer Bruder Alexanders namens Bally verstarb schon im Alter von 15 Jahren in Riga.
Alexander Dauge hatte auch eine ältere Schwester.

### Werdegang
Alexander Dauge erhielt seine Gymnasialbildung von 1882 bis 1886 in der St. Annen-Schule in Sankt Petersburg, einem deutschsprachigen Internat. Im Jahr 1886 schloss er die sechste Klasse der Real-Abteilung der St. Annen-Schule ab. In den Jahren 1886 und 1887 war er Lehrer an der öffentlichen (deutschsprachigen) Schule seines Vaters in Sauka [dt.: Saucken].
In den Jahren von 1887 bis 1890 studierte Dauge Theologie und Geschichte an der Universität von St. Petersburg, von 1890 bis 1895 studierte Dauge Geschichte an der Kaiserlichen Universität Dorpat.
Alexander Dauge heiratete Anfang der 1890er Jahre Antonia Jassinsky, eine ehemalige Krankenschwester aus einer polnischen Familie.
In seiner Studienzeit in Tartu gehörte Alexander Dauge einer wissenschaftlichen und literarischen Studentengruppe namens „Pīpkalonija“ an, zu der unter anderen auch Alexanders Bruder Paul Dauge sowie Kārlis Kasparsons, Fricis Roziņš-Āzis, Pauls Kalniņš, Jānis Kauliņš, Pēteris Pīpkalējs, Jānis Kovaļevskis, Jānis Jansons-Brauns und der früh verstorbene Dichter revolutionärer Lyrik, Eduards Veidenbaums, gehörten.
Die Mitglieder Studentengruppe „Pīpkalonija“ wurden nach ihrer Rückkehr nach Lettland dort Träger einer Bewegung namens „Neue Strömung“ („Jaunā Strāva“). Die von einer Gruppe Dorpater Studenten herausgegebene Schriftenreihe „Puhrs“, die von Eduards Veidenbaums, Alexander Dauge und Kārlis Kasparsons besorgt wurde, gilt als erstes lettisches Presseorgan, das sich in den Dienst der sozialistischen Idee stellte. In dieser Schriftenreihe erschien – als erstes sozialdemokratisches Dokument in lettischer Sprache – eine von Alexander Dauge verfasste Abhandlung über die Gesetzmäßigkeiten geschichtlicher Entwicklung, in der er die Grundprinzipien des Historischen Materialismus darlegt. Später, in seinen Lebenserinnerungen von 1927, distanzierte Dauge sich vom historischen Materialismus.
Nach seinem Studienabschluss unterrichtete Alexander Dauge von 1895 bis 1897 am Gymnasium in Dorpat. 1897 ging er nach Polen, wo er bis 1900 als Deutschlehrer an einem Gymnasium in Siedlce und von 1900 bis 1907 in Warschau unterrichtete. Er hielt auch Vorlesungen in Deutsch und zur Geschichte an der Warschauer Wirtschaftshochschule.
Im Jahr 1894 wurde Alexanders Sohn Nikolai Dauge geboren, der später in Moskau das Konservatorium absolvierte und ein bekannter Pianist wurde. Am 22. Mai 1905 wurde in Riga Alexanders zweiter Sohn geboren und, wie Alexanders Vater, Georg genannt. Er wurde Maler und Architekt. Zwei weitere Kinder, die zwischen Nikolai und Georg geboren worden waren, überlebten das Kindesalter nicht.
Im Jahr 1907 zog Alexander Dauge nach Russland, wo er bis 1920 Vorträge an der Moskauer Handelsakademie hielt.
Im Jahr 1920 zog Alexander Dauge in das inzwischen von Russland unabhängig gewordene Lettland. Er und seine Familie gehörten zu einer Gruppe von in Russland lebenden Letten, die gegen Kommunisten ausgetauscht wurde, die in Lettland inhaftiert worden waren. Dauge wurde zum Dekan der Fakultät für Pädagogik an der jüngst gegründeten Universität Lettlands in Riga berufen.
Vom 19. Juni 1921 bis zum 26. Januar 1923 bekleidete Alexander Dauge das Amt des Bildungsministers der jungen Republik Lettland, im Kabinett des lettischen Ministerpräsidenten Zigfrīds Anna Meierovics.
Dauge schrieb nicht nur für verschiedene Monatszeitschriften, sondern auch in der Tagespresse. 1927 arbeitete er als Redakteur der Zeitschrift „Latvijas Jaunatne“ und der von A. Ausejs herausgegebenen Monatszeitschrift „Burtnieks“ (dt. etwa: „der Schriftkundige“, der „Schriftgelehrte“). Ab März 1929 war Dauge eine Zeit lang Redakteur des von Arved Berg herausgegebenen „Latwis“.
Dauge beherrschte neun Sprachen: Neben seiner Muttersprache Lettisch auch Russisch, Deutsch, Englisch, Französisch, Estnisch und Polnisch sowie Latein und Alt-Griechisch. Er galt als musikalisch und als ein besonders guter Kenner Goethes und Shakespeares.
Alexander Dauge starb am 11. März 1937 in Riga und wurde dort auf dem Großen Friedhof (Lielie kapi) beigesetzt.

## Auszeichnungen
- Dauge war Träger des lettischen Drei-Sterne-Ordens.
- 1930 wurde Alexander Dauge mit der Ehrendoktorwürde in Pädagogik geehrt.[20]

## Ausgewählte Veröffentlichungen von Alexander Dauge
- „Moderne Lyrik: Erstes Bändchen: Storm, Keller, C.F. Meyer“. Moderne Deutsche Dichtungen, 9. Lieferung, hrsg. von Alexander Dauge, Verlag: Warschau: W. Mietke, 2. Auflage - Erschienen 1910
- „Gedanken zur Poesie“ (1910)
- „Kunst und Kreativität in der Erziehung: Eine Sammlung von Artikeln“ (1911)
- „Heine-Buch für Schule und Haus“, hrsg. v. Alexander Dauge. Warschau: Mietke 1911, IV, 170 S. – Auch: Leipzig: Fritsche u. Schmidt, 1911
- „Eine Studie der Geographie“ (1914)
- „Kultur und Kunst“ (1918–1919)
- „Die Pädagogik von John Ruskin“ (1920)
- „Kultūras ceļi“ (1921)
- „Mūsu lasāmā grāmata“ (1923–1926)
- „Skolas ideja“ (1924)
- „Der Schulgedanke und die Aufgaben der Volkserziehung“ (1924)
- „Kunst und Bildung“ (1925)
- „Māksla un audzināšana“ (1925)
- „Šekspīra rakstu antoloģija“ (1925) Shakespeare-Anthologie
- „Audzināšanas ideāls un īstenība“ (1928)
- „Manas jaunības zeme“ (1928)
- „Volfgangs Goethe. Dzīve un darbi.“ Monografija, illustreta. A. Ranka izdevnieciba. Goethe-Monographie von A. Dauge (1936)